# Madecassiella ibityensis
Genre
Espèce
Madecassiella ibityensis, unique représentant du genre Madecassiella, est une espèce de collemboles de la famille des Bourletiellidae.

## Distribution
Cette espèce est endémique de Madagascar.

## Étymologie
Son nom d'espèce, composé de ibity et du suffixe latin -ensis, « qui vit dans, qui habite », lui a été donné en référence au lieu de sa découverte, Ibity.

## Publication originale
- Betsch & Waller, 1996 : A study of the Collembola of Madagascar. 6. Madecassiella, a new genus of Symphypleona from the mountain range. Bulletin de la Societe Entomologique de France, vol. 101, no 4, p. 413-418.